# Hérisson d'Algérie
Atelerix algirus
Espèce
Statut de conservation UICN

 LC  : Préoccupation mineure
Statut CITES
Le Hérisson d'Algérie (Atelerix algirus), est une espèce de mammifères appartenant à la famille des Erinaceidés. Ce hérisson à ventre blanc est originaire des régions côtières d'Afrique du nord.

## Dénominations
- Nom scientifique valide : Atelerix algirus (Lereboullet, 1842)[1]
- Nom normalisé accepté / Nom vulgaire (vulgarisation scientifique) recommandé ou typique en français : Hérisson d'Algérie[2],[3]
- Noms vernaculaires (langage courant), pouvant désigner éventuellement d'autres espèces : Hérisson

- Synonymes scientifiques : Erinaceus algirus[3]

## Description
Il est plus pâle, plus haut sur pattes que le Hérisson d'Europe, il pèse de 700  à 950 g. On sait peu de choses sur ses mœurs[réf. souhaitée].
Cet animal à ventre blanc ne doit pas être confondu avec le Hérisson du désert (Paraechinus aethiopicus), un hérisson à grandes oreilles qui vit plus au sud et dans zones plus arides, jusque dans la péninsule Arabique et même au Soudan. Les deux espèces peuvent d'ailleurs s'hybrider et sont à l'origine des nouveaux animaux de compagnie (NCA) populaires en Amérique du Nord.

## Classification
Cette espèce a été décrite pour la première fois en 1842 par le zoologiste français Dominique Auguste Lereboullet (1804-1865). 

### Liste des sous-espèces
Selon MSW :
- sous-espèce Atelerix algirus algirus
- sous-espèce Atelerix algirus girbanensis
- sous-espèce Atelerix algirus vagans

## Distribution
Atelerix algirus est endémique de la région méditerranéenne, présente dans toute l'Afrique du Nord, du Maroc à la Libye, en Espagne et sur un certain nombre d'îles, notamment les îles Canaries, Djerba, Malte, Majorque, Ibiza et Formentera. Il a été autrefois introduit en France, mais y est aujourd'hui éteint. Sa présence en Europe continentale et sur de nombreuses îles de son aire de répartition peut être le résultat d'introductions par l'homme. Il se produit généralement à des altitudes de 0 à 400 m, bien qu'il puisse atteindre des altitudes de 900 m au Maroc. Les dates exacte des introductions dans de nombreuses îles méditerranéennes ne sont pas connues, mais on sait que l'espèce a été introduite dans les îles Canaries dans les années 1890.

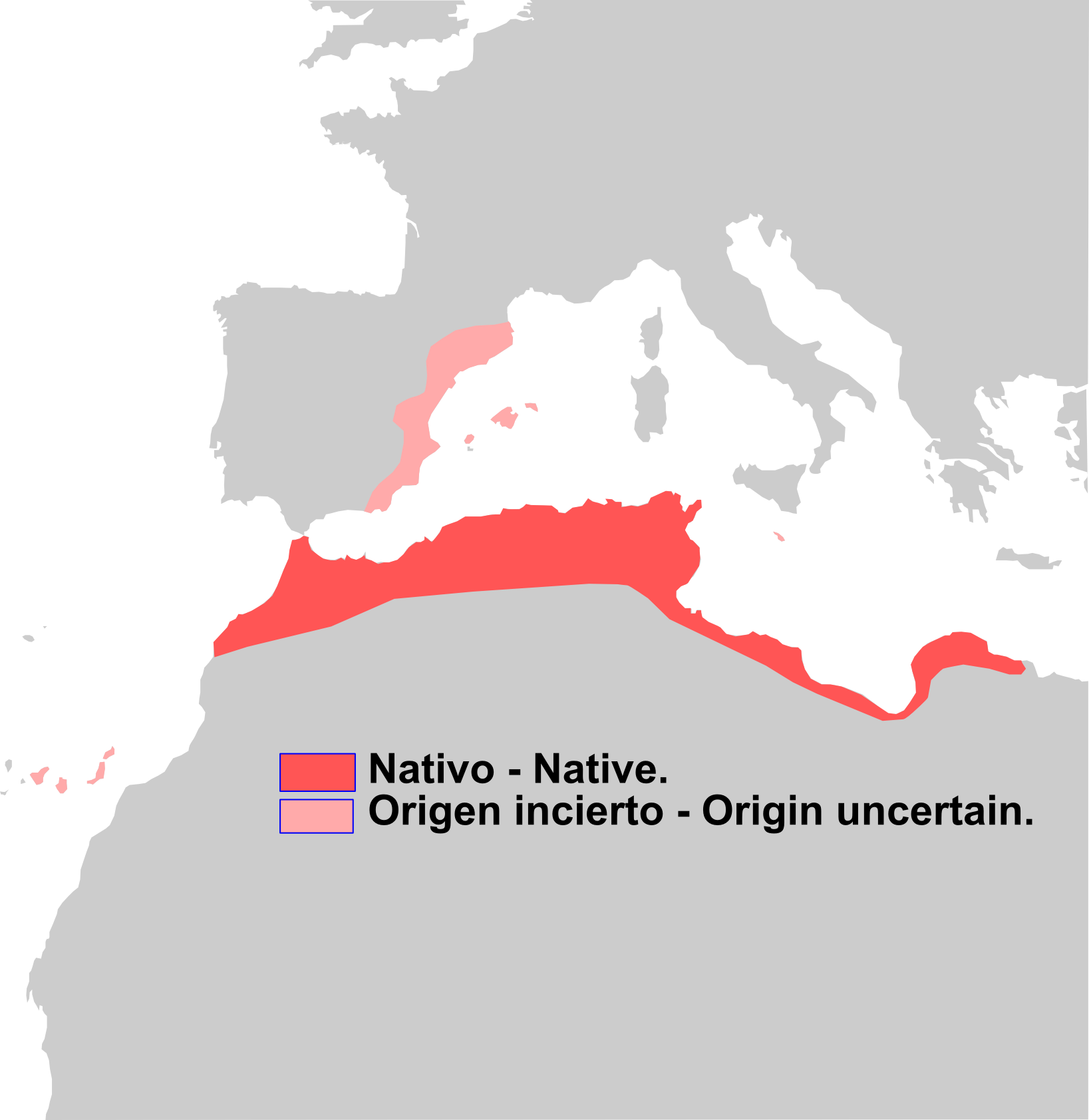
Carte de distribution.
Rouge foncé : natif.
Rose clair : origine incertaine.

Existant (résident) : Algérie, Libye, Malte, Maroc, Espagne, Tunisie
Eteint : France

## Habitat et écologie
Atelerix algirus se trouve dans une gamme d'habitats, notamment des broussailles méditerranéennes sèches semi-désertiques, des prairies, des pâturages, des champs cultivés et des jardins, parfois à proximité immédiate de l'habitation humaine. On le trouve le plus souvent dans les zones arides et il se nourrit la nuit d'arthropodes, de petits vertébrés, de charognes et de champignons.
Type d'habitat : Arbuste, Prairie, Désert, Artificiel / Terrestre

## L'Hérisson d'Algérie et l'Homme

### Information sur l'évolution
Il n'y a pas de données démographiques spécifiques disponibles pour cette espèce ; en général, les hérissons sont en déclin dans toute la région, mais les tendances démographiques ou les taux de déclin ne sont pas connus pour Atelerix algirus. L'aire de répartition de l'espèce est plus large que les seuils fixés pour le critère B. Il s'agit généralement d'une espèce rare et son aire de répartition est fragmentée. Actuellement, il est classé dans la catégorie Préoccupation mineure car il n'atteint pas les seuils d'aire de répartition et il n'y a aucune preuve de déclin de la population. Cependant, le statut de cette espèce devrait être surveillé et davantage de données recueillies ; s'il existe des preuves de déclins de la population ou de l'aire de répartition à l'avenir, une réévaluation sera nécessaire et une mise à niveau pourrait être justifiée.

### Population
Cette espèce est difficile à enregistrer en raison de ses habitudes nocturnes, par conséquent, il n'y a pas suffisamment de données disponibles pour pouvoir estimer les densités de population. Cependant, en général, les populations de hérissons diminuent à travers la Méditerranée.

### Des menaces
Les menaces comprennent la mortalité accidentelle sur les routes (roadkill). Les populations peuvent être limitées par la disponibilité d'habitat convenable. L'espèce est parfois prélevée dans la nature pour être gardée comme animal de compagnie. Il est également chassé localement et consommé dans toute la région méditerranéenne.
L'augmentation du nombre de routes et la perte d'habitat sont les menaces les plus graves pour l'espèce, bien qu'il soit peu probable qu'elles constituent des menaces majeures à l'heure actuelle.

### Utilisation et commerce
Le Hérisson d'Algérie est consommé localement dans toute la région et au Maroc, il est vendu sur les marchés locaux à des fins médicinales.

### Mesures de conservation
Cette espèce est inscrite à l'Annexe II de la Convention de Berne et à l'Annexe IV de la Directive Habitats et Espèce de l'UE. Des relevés et une surveillance sont nécessaires pour déterminer les tendances démographiques de cette espèce rare. Si des signes de déclin sont indiqués, des mesures doivent être prises pour protéger l'espèce. Des recherches supplémentaires sont nécessaires pour déterminer les mesures de conservation appropriées.